# Джан, Адам
А́дам Джан (англ. Adam Jahn; 5 января 1991, Эль-Масеро, Калифорния, США) — американский футболист, центральный нападающий.

## Карьера

### Молодёжная карьера
В 2009—2012 годах Джан обучался в Стэнфордском университете и играл за университетскую футбольную команду «Стэнфорд Кардинал» в Национальной ассоциации студенческого спорта.
В 2010 году также выступал в Премьер-лиге развития ЮСЛ за клуб «Вашингтон Кроссфайр».

### Клубная карьера
22 января 2013 года на Дополнительном драфте MLS Джан был выбран под общим 15-м номером клубом «Сан-Хосе Эртквейкс». Контракт с ним клуб подписал 1 марта 2013 года. Его профессиональный дебют состоялся 3 марта 2013 года в матче первого тура сезона против «Реал Солт-Лейк», в котором он вышел на замену в концовке. 10 марта 2013 года в матче против «Нью-Йорк Ред Буллз» забил свой первый гол в профессиональной карьере.
23 апреля 2014 года Джан отправился в аренду в аффилированный с «Эртквейкс» клуб USL Pro «Сакраменто Рипаблик». Дебют за «Рипаблик», 26 апреля 2014 года в матче против «Харрисберг Сити Айлендерс», отметил голом. 27 сентября 2014 года участвовал в матче за чемпионство USL Pro, в котором «Сакраменто Рипаблик» обыграл «Харрисберг Сити Айлендерс».
24 марта 2016 года Джан вновь отправился в аренду в «Сакраменто Рипаблик».
30 июля 2016 года «Сан-Хосе Эртквейкс» обменял Джана в «Коламбус Крю» на целевые распределительные средства. За «Крю» он дебютировал 31 июля 2016 года в матче против «Торонто». 24 августа 2016 года в матче против «Филадельфии Юнион» забил свой первый гол за «Крю». 25 октября 2016 года Джан продлил контракт с «Коламбус Крю».
24 июля 2018 года Джан был отдан в аренду клубу USL «ОКС Энерджи». Дебютировал за «Энерджи» 28 июля 2018 года в матче против «Сан-Антонио». 8 августа 2018 года в матче против «Талсы Рафнекс» забил свой первый гол за «Энерджи».
По окончании сезона 2018 «Коламбус Крю» не продлил контракт с Джаном.
10 декабря 2018 года Джан подписал контракт с клубом Чемпионшипа ЮСЛ «Финикс Райзинг» на сезон 2019. За аризонский клуб дебютировал 9 марта 2019 года в матче первого тура сезона против «Сан-Антонио», забив гол. 10 мая 2019 года в матче против «Рио-Гранде Валли Торос» оформил дубль, за что был назван игроком недели в Чемпионшипе ЮСЛ. По итогам сезона 2019, в котором забил 17 мячей и отдал пять результативных передач, был включён в первую символическую сборную Чемпионшипа ЮСЛ. 7 ноября 2019 года Джан переподписал контракт с «Финикс Райзинг» на сезон 2020.
21 января 2020 года Джан перешёл в клуб MLS «Атланта Юнайтед» за неразглашённую сумму и аренду «Финикс Райзинг» Лагоса Кунги на сезон 2020. За «Атланту Юнайтед» дебютировал 18 февраля 2020 года в первом матче 1/8 финала Лиги чемпионов КОНКАКАФ 2020 против гондурасской «Мотагуа». 5 сентября 2020 года в матче против «Орландо Сити» забил свой первый гол за «Атланту Юнайтед». 2 февраля 2021 года «Атланта Юнайтед» отчислила Джана.
22 февраля 2021 года Джан отправился в аренду в клуб Чемпионшипа ЮСЛ «Ориндж Каунти» технически из «Атланты Юнайтед», так как ещё состоял на контракте с MLS. В своём дебютном матче за «Ориндж Каунти», 16 мая против «Такомы Дифайенс», получил травму колена, из-за чего выбыл до конца сезона.
1 февраля 2022 года Адам Джан объявил о завершении футбольной карьеры.

### Международная карьера
В 2008—2009 годах Джан привлекался в сборную США до 18 лет.

## Достижения
Командные
 «Сакраменто Рипаблик»
- Чемпион USL Pro: 2014

 «Финикс Райзинг»
- Победитель регулярного сезона Чемпионшипа ЮСЛ: 2019

 «Ориндж Каунти»
- Чемпион Чемпионшипа ЮСЛ: 2021

Индивидуальные
- Член первой символической сборной Чемпионшипа ЮСЛ: 2019

## Статистика выступлений
| Выступление                  | Выступление      | Выступление      | Лига | Лига | Плей-офф | Плей-офф | Кубок | Кубок | ЛЧ КОНКАКАФ | ЛЧ КОНКАКАФ | Итого | Итого |
| Клуб                         | Лига             | Сезон            | Игры | Голы | Игры     | Голы     | Игры  | Голы  | Игры        | Голы        | Игры  | Голы  |
| ---------------------------- | ---------------- | ---------------- | ---- | ---- | -------- | -------- | ----- | ----- | ----------- | ----------- | ----- | ----- |
| Сан-Хосе Эртквейкс           | MLS              | 2013             | 22   | 4    | —        | —        | 1     | 0     | 2           | 0           | 25    | 4     |
| Сан-Хосе Эртквейкс           | MLS              | 2014             | 4    | 0    | —        | —        | 0     | 0     | 0           | 0           | 4     | 0     |
| Сан-Хосе Эртквейкс           | MLS              | 2015             | 26   | 1    | —        | —        | 1     | 0     | —           | —           | 27    | 1     |
| Сан-Хосе Эртквейкс           | MLS              | 2016             | 10   | 1    | —        | —        | 1     | 0     | —           | —           | 11    | 1     |
| Сан-Хосе Эртквейкс           | Итого            | Итого            | 62   | 6    | —        | —        | 3     | 0     | 2           | 0           | 67    | 6     |
| Сакраменто Рипаблик (аренда) | USL              | 2014             | 17   | 6    | 3        | 1        | —     | —     | —           | —           | 20    | 7     |
| Сакраменто Рипаблик (аренда) | USL              | 2016             | 11   | 2    | —        | —        | —     | —     | —           | —           | 11    | 2     |
| Сакраменто Рипаблик (аренда) | Итого            | Итого            | 28   | 8    | 3        | 1        | —     | —     | —           | —           | 31    | 9     |
| Коламбус Крю                 | MLS              | 2016             | 12   | 5    | —        | —        | —     | —     | —           | —           | 12    | 5     |
| Коламбус Крю                 | MLS              | 2017             | 21   | 1    | 3        | 0        | 1     | 0     | —           | —           | 25    | 1     |
| Коламбус Крю                 | MLS              | 2018             | 8    | 0    | 0        | 0        | 1     | 1     | —           | —           | 9     | 1     |
| Коламбус Крю                 | Итого            | Итого            | 41   | 6    | 3        | 0        | 2     | 1     | —           | —           | 46    | 7     |
| ОКС Энерджи (аренда)         | USL              | 2018             | 10   | 3    | —        | —        | —     | —     | —           | —           | 10    | 3     |
| ОКС Энерджи (аренда)         | Итого            | Итого            | 10   | 3    | —        | —        | —     | —     | —           | —           | 10    | 3     |
| Финикс Райзинг               | USLC             | 2019             | 31   | 17   | 2        | 0        | 1     | 1     | —           | —           | 34    | 18    |
| Финикс Райзинг               | Итого            | Итого            | 31   | 17   | 2        | 0        | 1     | 1     | —           | —           | 34    | 18    |
| Атланта Юнайтед              | MLS              | 2020             | 21   | 3    | —        | —        | —     | —     | 3           | 0           | 24    | 3     |
| Атланта Юнайтед              | Итого            | Итого            | 21   | 3    | —        | —        | —     | —     | 3           | 0           | 24    | 3     |
| Ориндж Каунти (аренда)       | USLC             | 2021             | 1    | 0    | 0        | 0        | —     | —     | —           | —           | 1     | 0     |
| Ориндж Каунти (аренда)       | Итого            | Итого            | 1    | 0    | 0        | 0        | —     | —     | —           | —           | 1     | 0     |
| Всего за карьеру             | Всего за карьеру | Всего за карьеру | 194  | 43   | 8        | 1        | 6     | 2     | 5           | 0           | 213   | 46    |

Источник: Soccerway.